# Towarzystwo Przyjaciół Nauk na Śląsku
Towarzystwo Przyjaciół Nauk na Śląsku, Górnośląskie Towarzystwo Literackie, Śląsko-Dąbrowskie Towarzystwo Przyjaciół Nauk, Śląskie Towarzystwo Naukowe – towarzystwo naukowe ogólne działające w latach 1892–1939 na Śląsku. Pierwotna nazwa Górnośląskie Towarzystwo Literackie z siedzibą w Bytomiu, w 1920 przekształcone w Towarzystwo Przyjaciół Nauk na Śląsku z siedzibą w Katowicach. Po II wojnie światowej Towarzystwo zostało reaktywowane jako Śląsko-Dąbrowskie Towarzystwo Przyjaciół Nauk. W 1950 przemianowane na Śląskie Towarzystwo Naukowe i wcielone do Instytutu Zachodniego.
Działania Towarzystwa miały na celu ożywienie nauki i sztuki polskiej na Śląsku.
Prezesi: J. Szmula (1892–1900), Hulewicz (1901), Bogusław Parczewski (1902–1920), Brunon Kudera (1920–1927), Emil Szramek (1928–1939). W latach 30. XX w. członkinią zarządu była Joanna Żnińska.
Księgozbiór Towarzystwa od 1934 jest częścią zbiorów Biblioteki Śląskiej (zob. Biblioteka Polska w Rumunii). Zbiory wzbogaciły się o księgozbiór, pamiątki i dzieła sztuki dzięki donacji Wiktorii Niegolewskiej, która też starała się o zabudowanie gmachu dla organizacji.